# Tetracheilostoma
Tetracheilostoma — рід неотруйних змій родини Стрункі сліпуни. Має 3 види.

## Етимологія
Назва походить від грецьких слів «тетра», тобто «чотири», «cheilos», тобто «губа», і «стоми», тобто рот. Пов'язано з присутністю 4 верхньогубних щитків.

## Опис
Загальна довжина представників цього роду коливається від 9 до 12 см. Це найменші з родини. Голова невелика. Тулуб надзвичайно тонкий, стрункий, хробакоподібний. Очі великі. Забарвлення темних кольорів. У більшості від очей до кінчика хвоста проходять світлі смуги (різняться за їх кількістю та розміром).

## Спосіб життя
Полюбляють сухі тропічні ліси. Активні вночі харчуються термітами та мурахами, їх личинками.
Це яйцекладні змії. Самиці відкладають лише 1 яйце.

## Розповсюдження
Мешкають на островах Карибського моря — Сент-Люсія, Мартиніка, Барбадос.

## Види
- Tetracheilostoma bilineatum
- Tetracheilostoma breuili
- Tetracheilostoma carlae